# مرگ ابوبکر بغدادی
مرگ ابوبکر بغدادی با نام رسمی عملیات کایلا مولر (به انگلیسی: Operation Kayla Mueller) در تاریخ ۲۶ اکتبر ۲۰۱۹ اتفاق افتاد. این عملیات همچنین با نام یورش باریشا شناخته می‌شود. نتیجه این عملیات کشته‌شدن ابوبکر بغدادی، فرمانده وقت داعش، بود. این عملیات توسط نیروهای ایالات متحده آمریکا با نظارت و فرماندهی دونالد ترامپ، رئیس‌جمهور آمریکا و کنت مکنزی جونیور، فرمانده سنتکام، انجام شد. همچنین نیروهای عراق، ترکیه و کردهای سوریه در این عملیات همکاری داشته‌اند.
هدف اصلی از عملیات کایلا مولر، دستگیری یا کشتن ابوبکر بغدادی بوده‌است. بغدادی بعد از محاصره‌شدن توسط نیروهای آمریکایی، خودش و دو فرزندش را به وسیله کمربند انفجاری کشت. دونالد ترامپ در مورد کشته‌شدن بغدادی گفت که «او مثل یک سگ کشته‌شد» و پیش از مرگ «گریه و زاری می‌کرد.»